# 吕南
吕南（法語：Lunan，法語發音：[lynɑ̃]）是法国洛特省的一个市镇，属于菲雅克区。

## 地理
吕南（44°36'11"N, 2°5'0"E）面积6.15 平方千米，位于法国奧克西塔尼大區洛特省，该省份为法国西南部内陆省份，北起顺时针与科雷兹省、康塔爾省、阿韦龙省、塔恩-加龙省、洛特-加龍省和多尔多涅省接壤。
与吕南接壤的市镇（或旧市镇、城区）包括：卡普德纳克、菲雅克、朗蒂亚克圣布莱斯、圣费利、圣让米拉贝勒、维亚扎克。

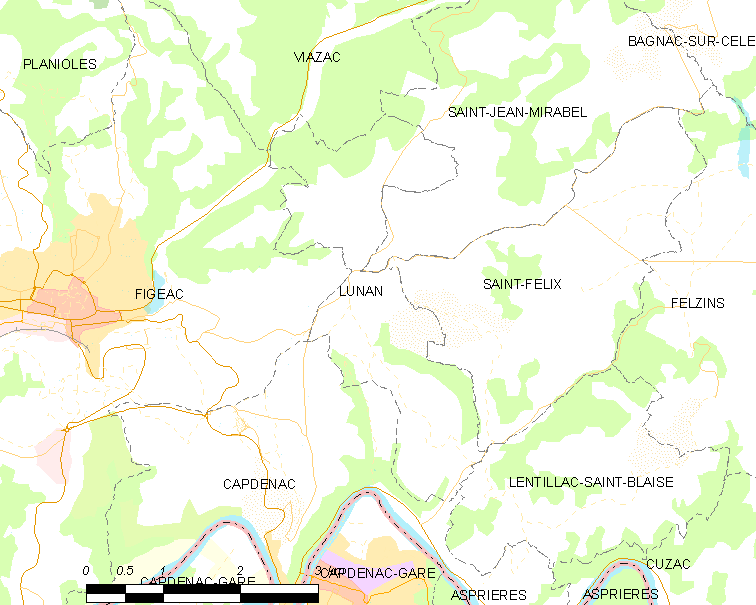
吕南的OSM定位图

吕南的时区为UTC+01:00、UTC+02:00（夏令时）。

## 行政
吕南的邮政编码为46100，INSEE市镇编码为46180。

## 政治
吕南所属的省级选区为菲雅克第二县。

## 人口

1962-2008年间吕南人口变化图示

吕南于2022年1月1日时的人口数量为614人。